# Cristiano da Matta
Cristiano da Matta (* 19. září 1973, Belo Horizonte, Brazílie)
je brazilský pilot formule 1.
Da Matta začal jako mnoho dalších budoucích pilotů F1 závodit na motokárách. V roce 1993 se stal mistrem Brazílie ve formuli Ford. O rok později dominoval ve národním šampionátu Formule 3 v týmu Cesario Formula Racing. To mu zajistilo místo v týmu West Surrey Racing, který pro mistrovství Británie připravil vozy Dallara-Mugen Honda F395. Cristiano Da Matta končí na 8 místě s 81 body a jedním vítězstvím.
V roce 1996 zakotvil v týmu Pacific Racing ve Formuli 3000, kde končí na 8 místě. Pro následující rok volí závody v zámoří a tak ho můžeme vídat v Indy Lights. V roce 1998 ve stejném šampionátu vítězí ve čtyřech závodech a stává se mistrem.
Rok 1999 působí v Indycar a končí na 18 místě s 32 body. V roce 2000 se dokázal zlepšit o osm míst a se 112 body je desátý. V roce 2001 je už pátý a dokázal třikrát zvítězit. Rok 2002 mu přinesl titul v sérii Indycar a nabídku do Formule 1, kde testuje pro tým Toyota. V roce 2003 je již pilotem Toyoty v celém šampionátu F1 a ziskem deseti bodů si zajistil 13. místo.

## Tituly
- 1993 Mistr Brazílie (Formule Ford)
- 1994 Mistr Brazílie (Formule 3)
- 1998 Mistr Indy Lights
- 2002 Mistr Champ Cars

## Vítězství
- 1997 Nazareth (Indy Lights)
- 1997 Vancouver (Indy Lights)
- 1997 Laguna Seca (Indy Lights)
- 1998 Long Beach (Indy Lights)
- 1998 Nazareth (Indy Lights)
- 1998 Trois-Rivieres (Indy Lights)
- 1998 Vancouver (Indy Lights)
- 2000 Chicago (Champ Cars)
- 2001 Monterrey (Champ Cars)
- 2001 Surfers' Paradise (Champ Cars)
- 2001 Fontana (Champ Cars)
- 2002 Monterrey (Champ Cars)
- 2002 Laguna Seca (Champ Cars)
- 2002 Portland (Champ Cars)
- 2002 Chicago (Champ Cars)
- 2002 Toronto (Champ Cars)
- 2002 Elkhart Lake (Champ Cars)
- 2002 Miami (Champ Cars)

## Formule 1

### Kompletní výsledky ve Formuli 1
| Legenda k tabulce | Legenda k tabulce                                                                       |
| Barva             | Výsledek                                                                                |
| ----------------- | --------------------------------------------------------------------------------------- |
| Zlatá             | Vítěz                                                                                   |
| Stříbrná          | 2. místo                                                                                |
| Bronzová          | 3. místo                                                                                |
| Zelená            | Bodované umístění                                                                       |
| Modrá             | Nebodované umístění                                                                     |
| Modrá             | Dokončil neklasifikován (NC)                                                            |
| Fialová           | Odstoupil (Ret)                                                                         |
| Červená           | Nekvalifikoval se (DNQ)                                                                 |
| Červená           | Nepředkvalifikoval se (DNPQ)                                                            |
| Černá             | Diskvalifikován (DSQ)                                                                   |
| Bílá              | Nestartoval (DNS)                                                                       |
| Bílá              | Závod zrušen (C)                                                                        |
| Světle modrá      | Pouze trénoval (PO)                                                                     |
| Světle modrá      | Páteční testovací jezdec (TD)                                                           |
| Bez barvy         | Netrénoval (DNP)                                                                        |
| Bez barvy         | Vyřazen (EX)                                                                            |
| Bez barvy         | Nepřijel (DNA)                                                                          |
| Bez barvy         | Odvolal účast (WD)                                                                      |
| Bez barvy         | Nezúčastnil se (prázdné)                                                                |
| Označení          | Význam                                                                                  |
| Tučnost           | Pole position                                                                           |
| Kurzíva           | Nejrychlejší kolo                                                                       |
| †                 | Jezdec nedojel do cíle, ale byl klasifikován, protože odjel více než 90 % délky závodu. |
| ‡                 | Byl udělován poloviční počet bodů, protože bylo odjeto méně než 75 % délky závodu.      |
| Horní index       | Umístění bodujících jezdců ve sprintu                                                   |

| Rok  | Tým                     | Šasi         | Motor      | 1       | 2      | 3      | 4       | 5      | 6      | 7       | 8       | 9       | 10     | 11     | 12      | 13     | 14      | 15    | 16    | 17  | 18  | Body | Umístění  |
| ---- | ----------------------- | ------------ | ---------- | ------- | ------ | ------ | ------- | ------ | ------ | ------- | ------- | ------- | ------ | ------ | ------- | ------ | ------- | ----- | ----- | --- | --- | ---- | --------- |
| 2003 | Panasonic Toyota Racing | Toyota TF103 | Toyota V10 | AUS Ret | MAL 11 | BRA 10 | SMR 12  | ESP 6  | AUT 10 | MON 9   | CAN 11† | EUR Ret | FRA 11 | GBR 7  | GER 6   | HUN 11 | ITA Ret | USA 9 | JPN 7 |     |     | 10   | 13. místo |
| 2004 | Panasonic Toyota Racing | Toyota TF104 | Toyota V10 | AUS 12  | MAL 9  | BHR 10 | SMR Ret | ESP 13 | MON 6  | EUR Ret | CAN DSQ | USA Ret | FRA 14 | GBR 13 | GER Ret | HUN    | BEL     | ITA   | CHN   | JPN | BRA | 3    | 17. místo |

### Nejlepší umístění v mistrovství světa
- 6. místo Grand Prix Španělska 2003
- 6. místo Grand Prix Německa 2003
- 6. místo Grand Prix Monaka 2004